# Grischow
Grischow település Németországban, Mecklenburg-Elő-Pomeránia tartományban. Lakosainak száma 251 fő (2023. december 31.).

## Népesség
A település népességének változása:
| Lakosok száma | 227  | 230  | 242  | 250  | 251  |
|               | 2017 | 2019 | 2021 | 2022 | 2023 |